# Loï (peuple)
Pour les articles homonymes, voir Loï.
Les Loï sont une population d'Afrique centrale vivant à l'est du Gabon, au centre de la république du Congo et à l'ouest de la république démocratique du Congo.

## Langue
Leur langue est le loï (ou baloï), une langue bantoue dont le nombre de locuteurs en république démocratique du Congo était estimé à 20 000 en 2002.

## Culture

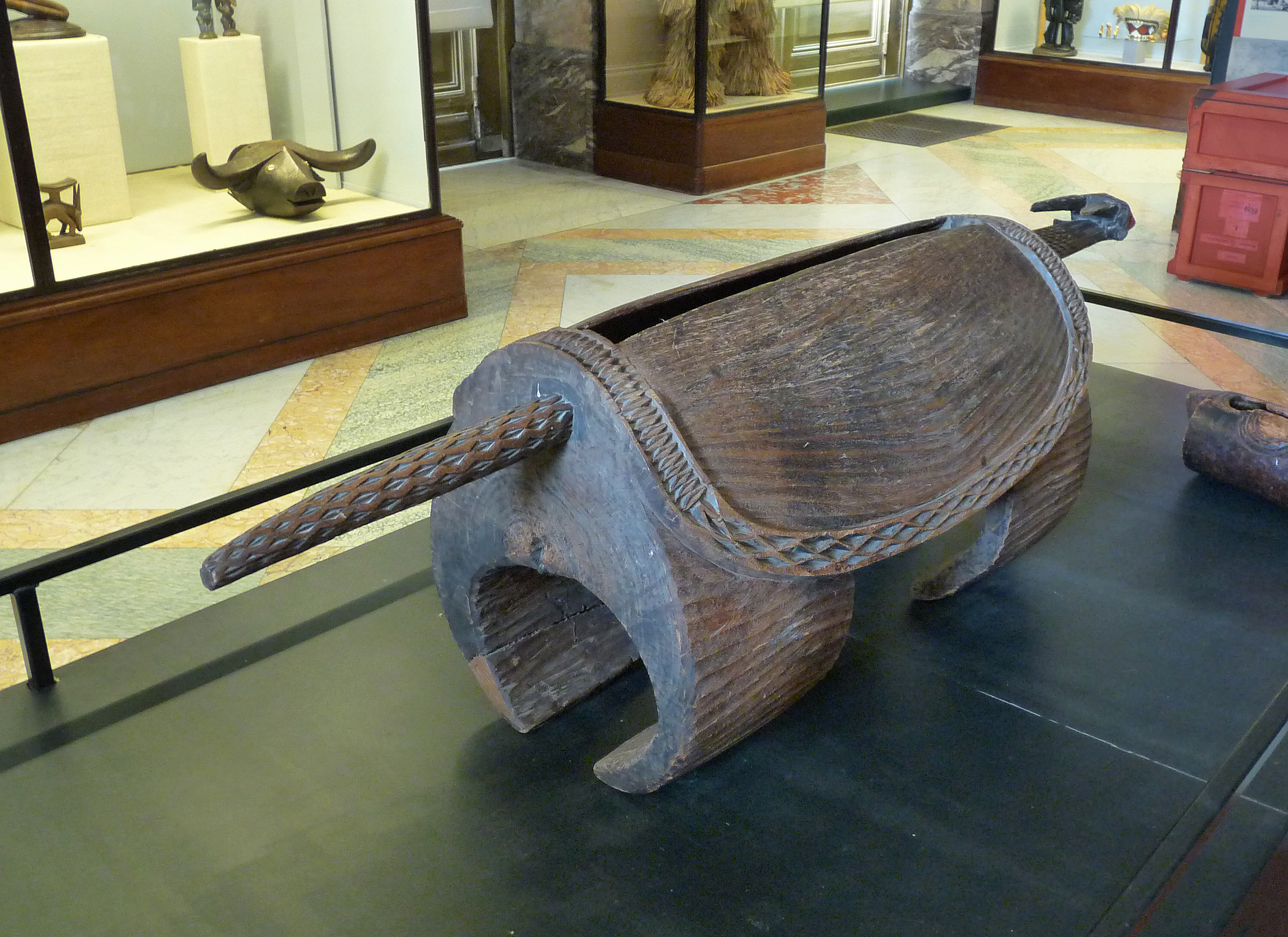
Grand tambour à fente monoxyle représentant probablement une antilope, au Musée royal de l'Afrique centrale

Les Loï sont connus pour leurs grands tambours à fente zoomorphes.